# Liu
Liu – chińskie nazwisko, noszone przez kilkadziesiąt milionów ludzi.

## Osoby noszące nazwisko Liu
- Liu Cixin – pisarz
- Liu Jiayu – snowboardzistka
- Liu Mingchuan – polityk
- Liu Shaoqi – polityk
- Liu Xianping – pisarz
- Liu Yiqian – brydżystka